# Dormer River
Dormer River är ett vattendrag i Kanada.   Det ligger i provinsen Alberta, i den centrala delen av landet, 3 000 km väster om huvudstaden Ottawa.
Trakten runt Dormer River består i huvudsak av gräsmarker. Trakten runt Dormer River är nära nog obefolkad, med mindre än två invånare per kvadratkilometer.